# Kamanza-dōri
Le Kamanza-dōri (釜座通, Kamanza-dōri) est une voie du centre-ville de Kyoto, dans les arrondissements de Nakagyō et Kamigyō. Elle débute au Shimodachiuri-dōri, devant l'ancien édifice de la préfecture de Kyoto (ja) et termine au Sanjō-dōri (ja). Sa suite au sud est le Wakamiya-dōri.

## Description

### Situation
Le Kamanza-dōri est une courte rue du centre de l'arrondissement de Nakagyō et du centre-sud de celui de Kamigyō. Il commence dans le quartier de Higashiuratsuji-chō (東裏辻町) et termine dans celui de Kamanza-chō (釜座町). La rue débute au Shimodachiuri-dōri, devant l'ancien édifice de la préfecture de Kyoto (ja) et termine au Sanjō-dōri (ja). Elle suit le Shinmachi-dōri (ja) (新町通) à l'est et précède le Nishinotōin-dōri (ja) (西洞院通) à l'ouest. Elle est la quatrième rue à l'est du boulevard Horikawa (ja) (堀川通).
Une rue continue au sud à partir de Takatsuji-dōri (ja) (高辻通) jusqu'à Shichijō-dōri (ja) (七条通), le Wakamiya-dōri (若宮通). La raison pour laquelle la rue est interrompue est dû au nombreuses ruelles du secteur historique près de Nishikikōji-dōri.
La circulation se fait en sens unique du sud au nord de Sanjō à Marutamachi, après quoi la circulation se fait dans les deux sens, avec une voie de plus de chaque côté de l'autre côté du terre-plein central. La rue fait environ 1 200 mètres de long. 

### Voies rencontrées
Du nord au sud, en sens unique. Les voies rencontrées de la droite sont mentionnées par (d), tandis que celles rencontrées de la gauche, par (g). Seules les rues ayant un nom sont listées.
1. Shimodachiuri-dōri (下立売通)
2. Sawaragichō-dōri (椹木町通)
3. Marutamachi-dōri (丸太町通)
4. Takeyamachi-dōri (竹屋町通)
5. Ebisugawa-dōri (夷川通)
6. Nijō-dōri (二条通)
7. Oshikōji-dōri (押小路通)
8. Oike-dōri (御池通)
9. Aneyakōji-dōri (姉小路通)
10. Sanjō-dōri (ja) (三条通)

- Sources : (ja) Université Ritsumeikan Asia Pacific (en), « 近代京都オーバーレイマップ », sur Art Research Center,‎ 2023 (consulté le 11 octobre 2023).

### Transports en commun
Les bus du réseau d'autobus de Kyoto (ja) ne passent par sur la rue, mais en raison de sa proximité des rues Horikawa et Karasuma, à presque égale distance de marche, les lignes principales nord-sud de la ville sont très proches, comme la 9, la 12 et la 51. Les arrêts directement à proximité sont Bunkachō-mae / Fuchō-mae (文化庁前・府庁前, lignes 10, 93, 202 et 204), au carrefour de Marutamachi et Kamanza, et Shinmachi-Oike (新町御池, ligne 15), au carrefour des rues homonymes.
Les arrêts du métro de Kyoto les plus proches sont sur Karasuma, à cinq minutes de marche : Karasuma-Oike (烏丸御池駅), à cheval sur les lignes Tōzai et Karasuma, et Marutamachi (丸太町駅), sur la ligne Karasuma.

## Odonymie
Le nom « Kamanza » vient de « Sanjō-Kamanza » (三条釜座), une zone autour de Sanjō où étaient établis durant l'époque de Kamakura (1185-1333) les fondeurs réputés et ainsi tâchés de fabriquer les cloches pour les temples bouddhistes, et les bouilloires à thé, d'où le nom « Kama » (釜), qui signifie « bouilloire ». Le « za » (座) signifie « organisation » et fait référence au fabricant,. Avec le temps, la locution « association des bouilloires » (かまの座, kama no za) est devenue « kaman'za ». Aujourd'hui, la famille Onishi est l'une des 10 familles d'artisans Senke (ja) de la cérémonie du thé japonaise, celle tâchée de la fabrication des ustensiles pour la cérémonie. 
La rue est nommée dans le « Teragokō » (寺御幸), la chanson des rues de Kyoto pour les rues nord-sud.

## Histoire

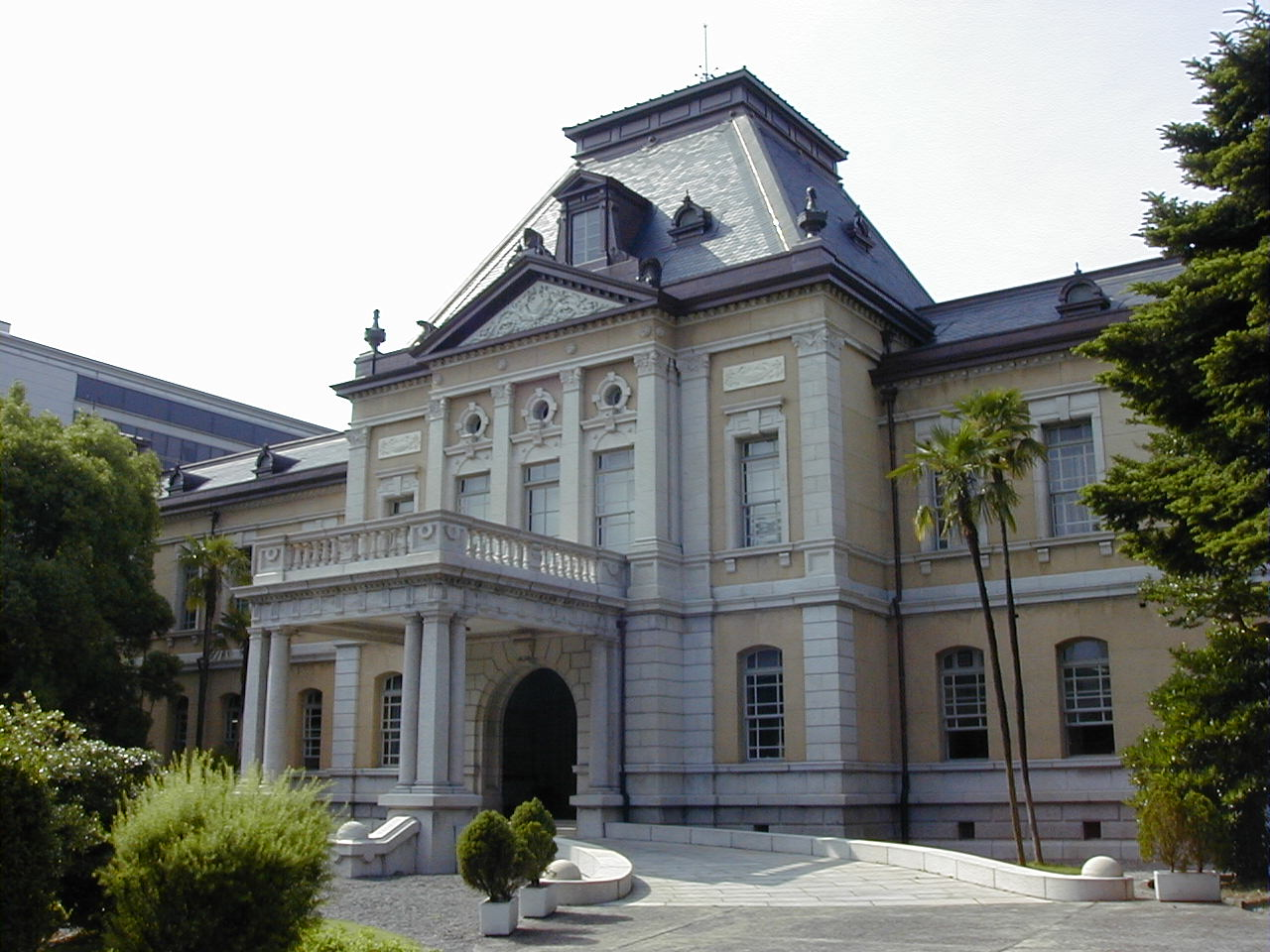
Ancienne préfecture de Kyoto sur Kamanza (bâtiment historique protégé).

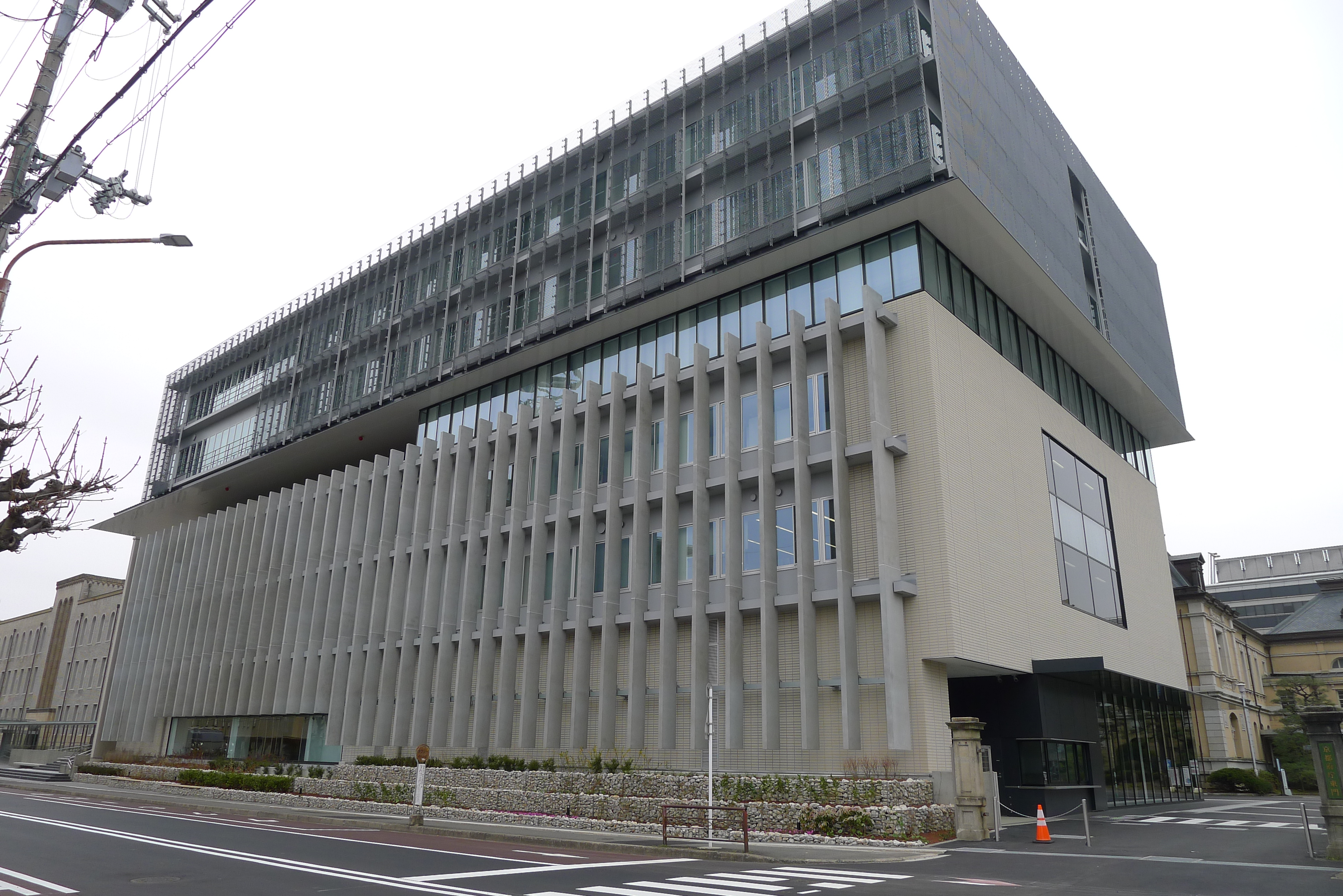
Le nouvel édifice de la préfecture, dans le même complexe, mais sur Nishinotōin-dōri.

À l'époque d'Edo (1603-1868), la rue était surnommée Butsuguya-dōri (仏具屋通), qui signifie « rue des marchands de reliques bouddhiques », en raison de nombreux fabricants de reliques bouddhiques installés sur la rue. Elle apparaît vraisemblablement en 1590 lors du réaménagement territorial de l'ère Tenshō (ja) (天正の地割, Tenshō no jiwari) par Toyotomi Hideyoshi, durant le dernier quart du XVIe siècle. On trouvait sur la rue la résidence des gouverneurs militaires de Kyoto, les Matsudaira du domaine d'Aizu (actuelle Aizuwakamatsu, préfecture de Fukushima), et à l'époque, en raison de la grandeur de la résidence, qui s'étendait jusqu'à Marutamachi-dōri au sud, la rue était plus longue, et se rendait au nord jusqu'à Nakachōjamachi-dōri. Durant le Bakumatsu, les dernières années du règne du shogunat Tokugawa sur le pays (1853-1867), les partisans du Sonnō jōi, idéologie rejetant le pouvoir du shogunat, y étaient réprimés. 
En 1868, avec la restauration de Meiji et le retour de l'Empereur au pouvoir, le gouvernorat est supprimé et un bureau militaire est installé sur le lieu en conséquence. La rue a depuis était raccourcie jusqu'à Shimodachiuri au nord, et la section de Marutamachi à Shimodachiuri est allongée et convertie en grande allée bordée d'arbres se rendant jusqu'à la préfecture (ja), construite en 1904.
En 1987, pour contrer le stationnement illégal, des parcmètres sont installés, et en 2014, les coûts sont révisés par la ville.

## Patrimoine et lieux d'intérêt
On trouve encore quelques maisons de ville traditionnelles sur la rue.
Au début de la rue se trouve de nombreux édifices gouvernementaux de la préfecture, la plupart construits au tournant du XXe siècle, comme l'ancien édifice de la préfecture, construit en 1904, et le commissariat central entre autres,. Du côté nord-est juste avan Marutamachi se trouve le Deuxième hôpital de la Croix-Rouge japonaise à Kyoto (ja) (京都第二赤十字病院). Au carrefour avec Marutamachi, dans le coin sud-est, se trouve « Hamamura » (ハマムラ), un restaurant chinois ouvert depuis 1924. D'autres magasins et restaurants établis de longue date sont sur la rue, dont « Matsumaeya » (松前屋), un artisan de kombu ouvert depuis 1392. 
Après Ebisugawa, du côté sud-ouest, se trouve le temple bouddhiste Yakushi-in (ja) (薬師院), dont la date de fondation est inconnue, mais qui aurait été fréquenté par le moine Saichō (最澄, 767-822). Juste en face se toruve le Horikawa Chōsei-an (堀内長生庵), un hall où se déroule des cérémonies de thé, qui est enregistré au registre des bâtiments historiques municipal. Au bout de la rue, juste après Sanjō, se trouve le musée Ōnishi Sei'emon (ja) (大西 清右衛門), dédiée à la famille d'artisans de la cérémonie du thé Ōnishi, active depuis plus de 400 ans,.

Quelques lieux d'intérêts
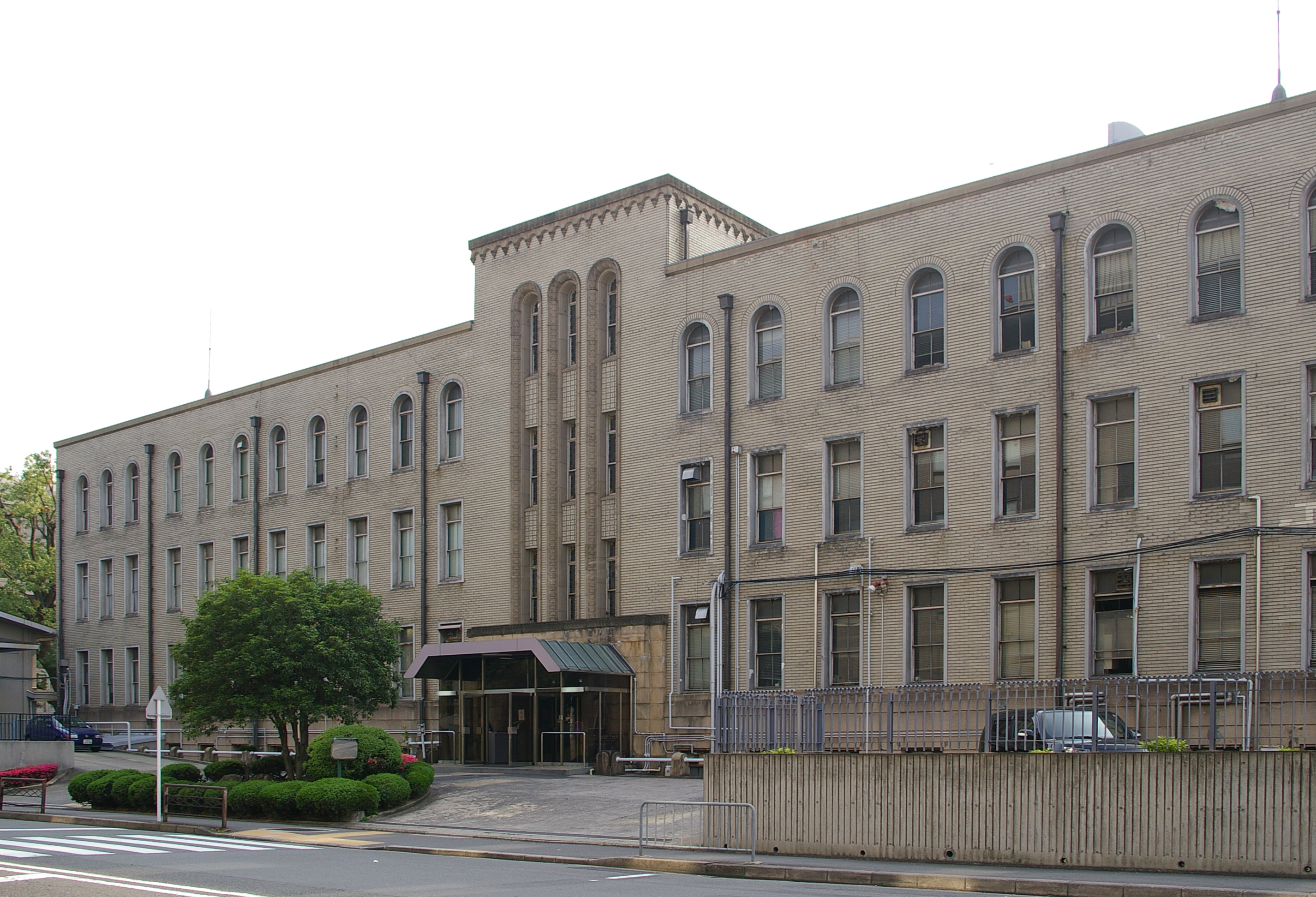
Commissariat central de la préfecture de Kyoto, tout près de l'ancienne préfecture
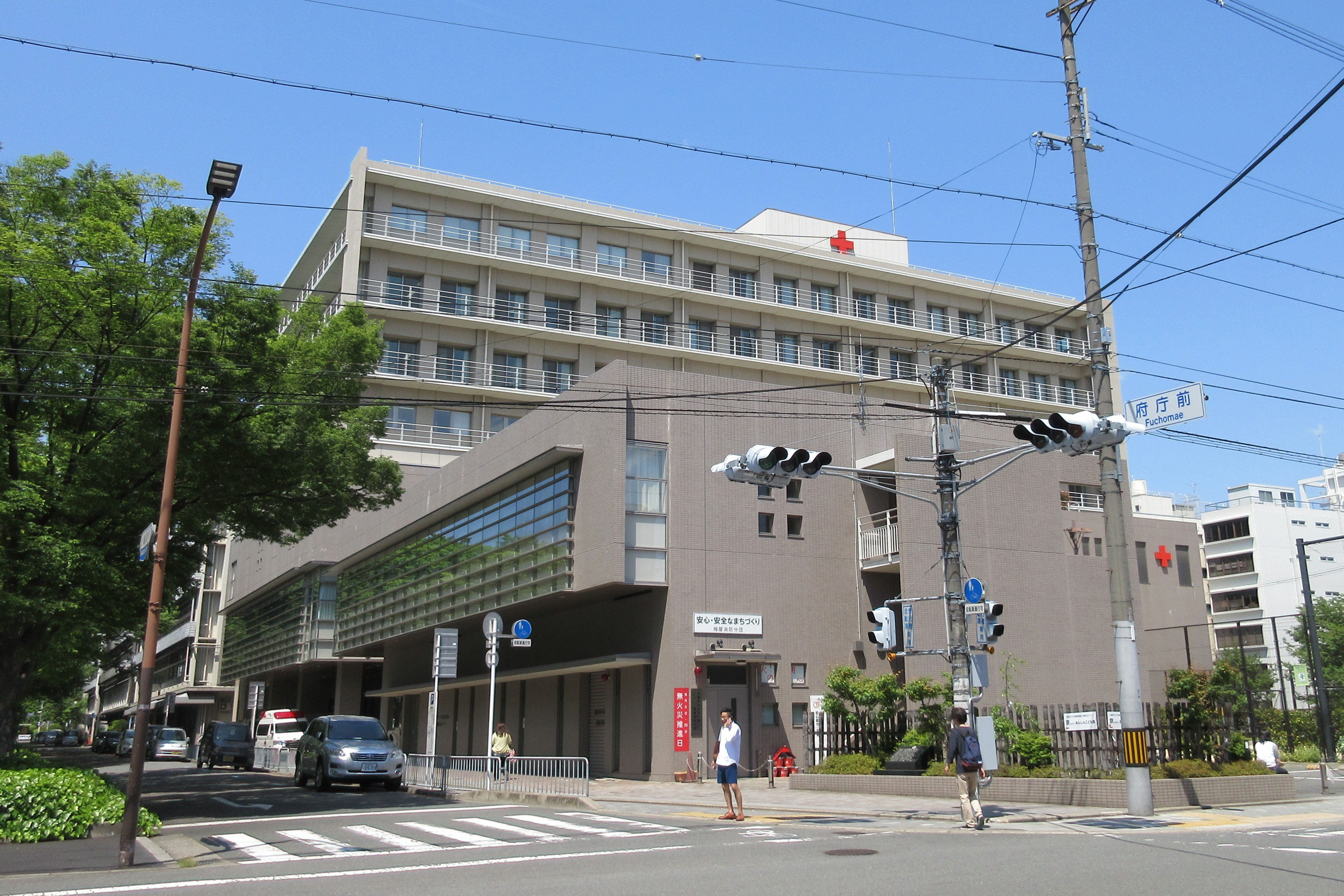
Deuxième hôpitale de la Croix-Rouge
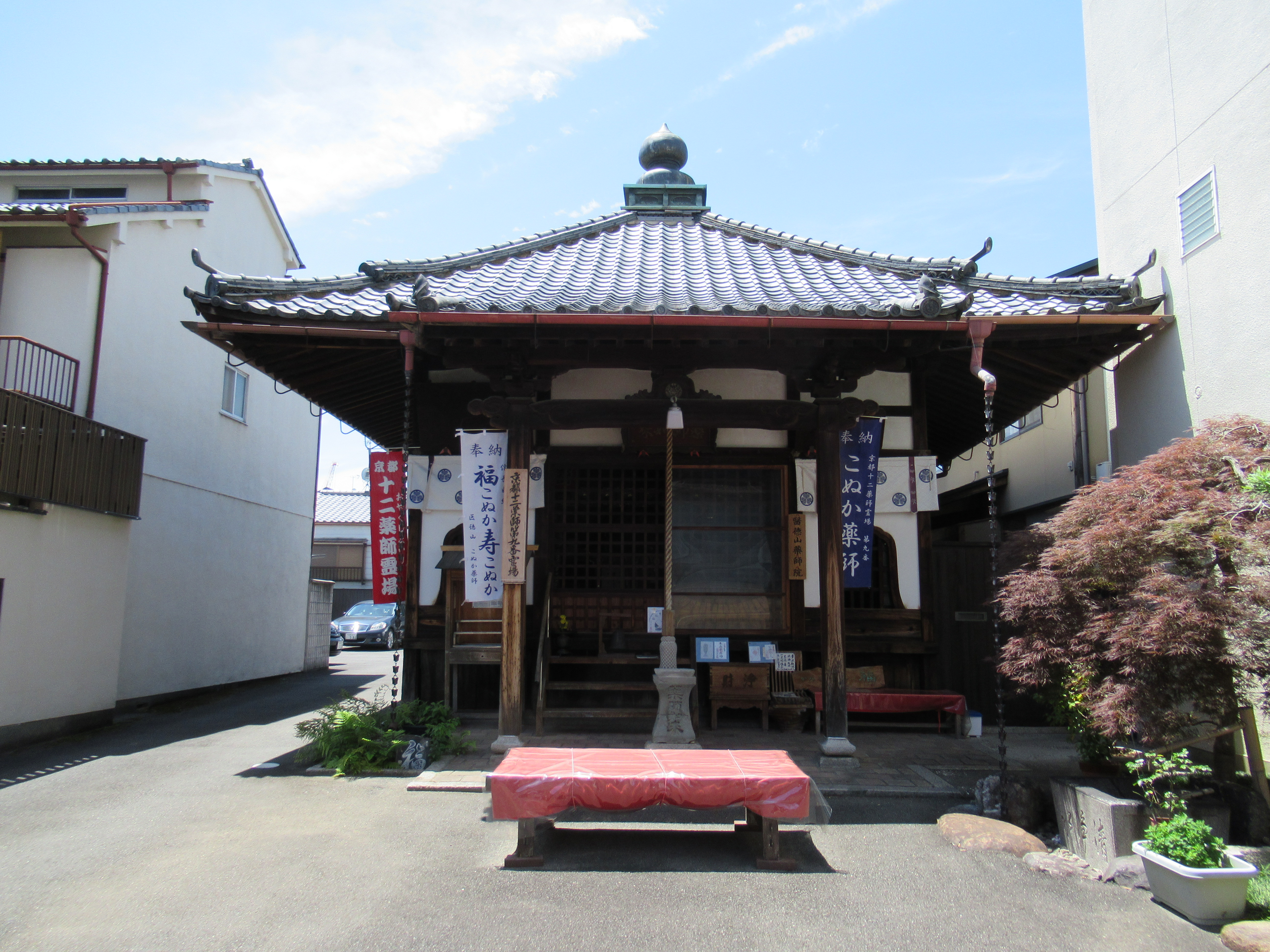
Yakushi-in
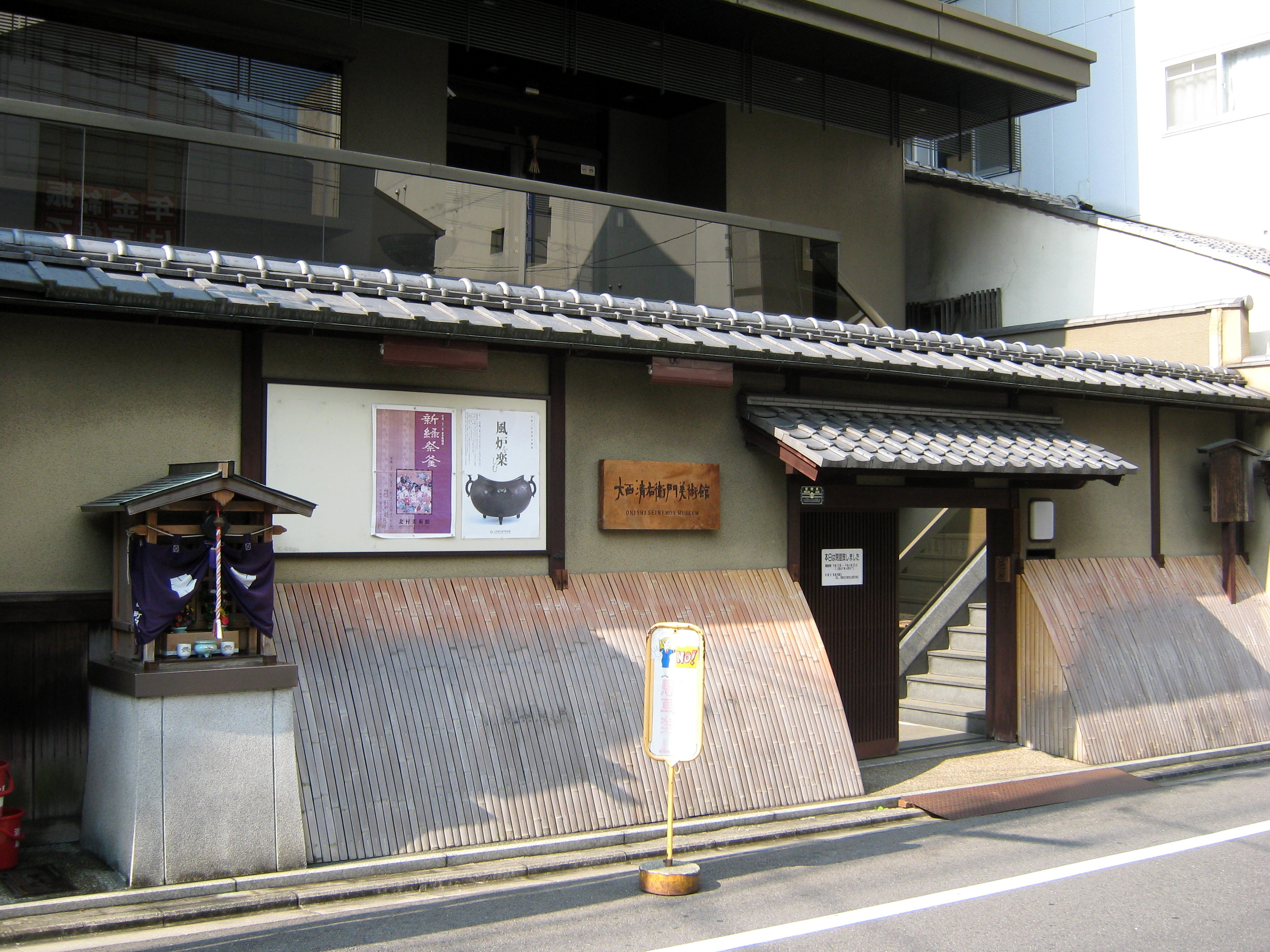
Musée Onishi Sei'emon